# جيل بيت
«جيل بيّت» أو «الجيل المضروب» (بالإنجليزية: Beat Generation)‏ هي حركة أدبية أُنتِجَت من مجموعة من الكُتّاب الأمريكيين والتي أثرت كتاباتهم بالثقافة في الولايات المتحدة الأمريكية بعد الحرب العالمية الثانية. تمحورت ثقافة «البيّت» على تجربة العقارات، أشكال جديدة للجنس، اهتمام بالديانات الشرقية، رفض الاقتصاد المادي، رفض التمجيد وغيرها من وسائل التعبير المعاصر.

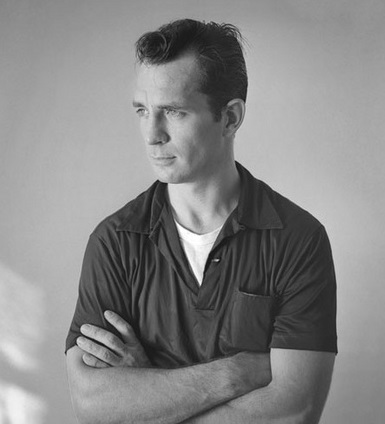
الكاتب جاك كيروك

كان كلاً من ألن غينسبرغ، ووليام بوروز، وجاك كيروك من بين أفضل الأمثلة المعروفة على أدب البيّت. كانت كتابات ألن غينسبرغ ووليام بوروز محور تجارب الفحش التي ساعدت في نهاية المطاف على تحرر النشر في الولايات المتحدة. وقد تطورت سمعة أعضاء جيل البيّت ليصبحوا أصحاب مذهب اللذة البوهيمية، الذي احتفل بعدم الالتزام والإبداع العفوي.
اجتمعت المجموعة الأساسية من مؤلفي جيل بيّت — هربرت هونكي وجينسبيرج وبوروز ولوسيان كار وكيرواك — في عام 1944، حول حرم جامعة كولومبيا في مدينة نيويورك. لاحقًا، في منتصف الخمسينيات من القرن الماضي، انتهى المطاف بالشخصيات الرئيسية عدا بوروز وكار في سان فرانسيسكو حيث التقوا وأصبحوا أصدقاء مع شخصيات مرتبطة بعصر النهضة في سان فرانسيسكو.
في الستينيات، تم دمج عناصر حركة البيّت الموسعة مع الهيبيز وثقافة الستينات المضادة. نيل كاسادي، والذي عمل كسائق لحافلة كين كيسي، كان الجسر الرئيسي بين هذين الجيلين. أصبح عمل جينسبيرج أيضًا عنصرًا لا يتجزأ من ثقافة الهيبيز في أوائل الستينيات.

## أصل الكلمة
قدم كيرواك عبارة "Beat Generation" في عام 1948 لتمييز حركة الشباب المتخفية المناهضة لعدم الامتثال في نيويورك. نشأ الاسم في محادثة كانت مع الكاتب جون كليلون هولمز. صرّح كيرواك أن المصطلح استخدمه محتال شوارع يدعى هونكي في مناقشة سابقة معه، الذي استخدم في الأصل عبارة "beat". مصطلح "beat" يمكن أن يعني بالعامية «متعب» (tired) أو «مهزوم» (beaten down)، كانت تُستخدَم كلمة مهزوم في تلك الفترة داخل مجتمع الأمريكيين من أصل أفريقي وقد تطورت من الصورة "beat to his socks"، لكن كيرواك استحوذ على الصورة وغير المعنى ليشمل دلالات «متفائلة» (upbeat)، «جميلة» (beatific)، والارتباط الموسيقي لكونك «على الإيقاع» (on the beat)، و«الإيقاع للاحتفاظ» (the Beat to keep) من قصيدة Beat Generation.

## أماكن مهمة

### جامعة كولومبيا
يمكن إرجاع أصول Beat Generation إلى جامعة كولومبيا وإلى اجتماع كيرواك، وألن غينسبرغ، وكار، وهال تشايس وغيرهم. التحق كيرواك بجامعة كولومبيا في منحة دراسية لكرة القدم. على الرغم من أن مبادئ البيّت عادةً ما تعتبر معادية للأكاديمية، إلا أنه تم تشكيل العديد من أفكارهم استجابة لأساتذة مثل ليونيل تريلينغ ومارك فان دورين.

### شمال غرب المحيط الهادئ
أمضت فرقة Beats أيضًا وقتًا في شمال غرب المحيط الهادئ الشمالي بما في ذلك واشنطن وأوريجون. كتب كيرواك عن الإقامة في شمال جبال كاسكيد بواشنطن.
كانت كلية ريد في بورتلاند، أوريغون أيضًا موقعًا لبعض شعراء Beat. درس غاري سنايدر الأنثروبولوجيا هناك، وحضر فيليب والين ريد، وأجرى ألين غينسبيرغ قراءات متعددة في الحرم الجامعي حوالي عام 1955 وعام 1956. كان غاري سنايدر وفيليب والين تلامذة للويد ج. رينولدز.

## المواضيع

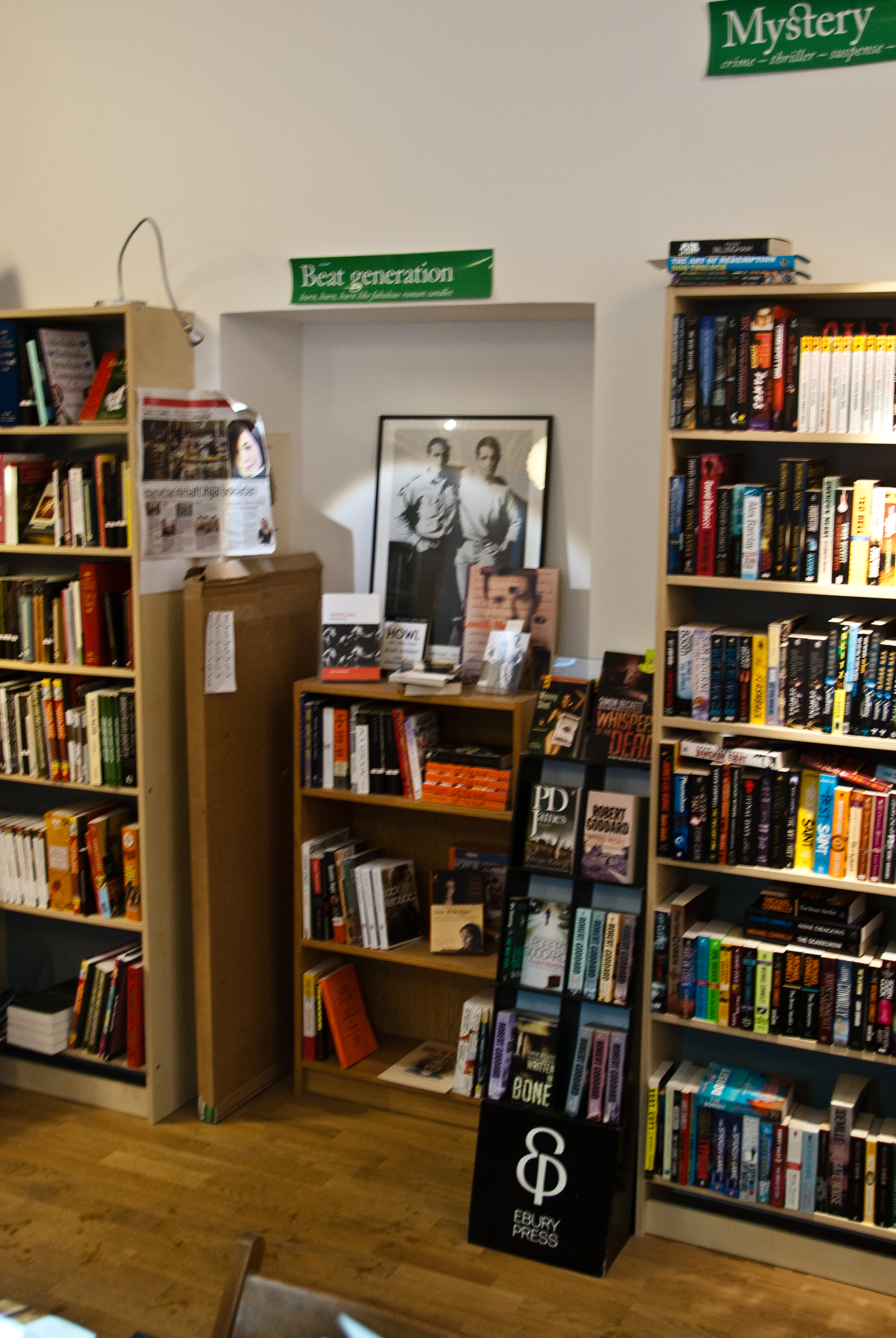
قسم مخصص لجيل البيّت في محل لبيع الكتب في ستوكهولم، السويد.

يدعي العديد من المؤلفين أنهم تأثروا بشكل مباشر بفن Beats، فإن ظاهرة Beat Generation نفسها كان لها تأثير على الثقافة الأمريكية.
في عام 1982، نشر غينسبيرغ ملخصًا عن «التأثيرات الأساسية» لجيل البيّت:

- التحرر الروحي، «الثورة» الجنسية أو «التحرر»، أي تحرير المثليين، تحفيز إلى حد ما على تحرير المرأة، وتحرير السود، ونشاط غراي بانثر.
- تحرير العالم من الرقابة.
- إزالة ملاحقة و/أو تجريم القنب والمخدرات الأخرى.
- تطور الإيقاع والبلوز إلى موسيقى الروك أند رول كشكل فني رفيع، كما يتضح من فريق البيتلز وبوب ديلان وجانيس جوبلين وموسيقيين مشهورين آخرين تأثروا في أواخر الخمسينيات والستينيات من أعمال شعراء وكتاب جيل Beat.
- انتشار الوعي البيئي، الذي أكده في وقت مبكر غاري سنايدر ومايكل مكلور، فكرة «كوكب جديد».
- معارضة حضارة الآلة الصناعية العسكرية، كما تم التأكيد عليه في كتابات بوروز وهانك وجينسبرغ وكيرواك.
- الانتباه إلى ما أطلق عليه كيرواك (بعد شبنجلر) «التدين الثاني» الذي يتطور داخل حضارة متقدمة.
- تقدير الخصوصية مقابل تنظيم الدولة.
- احترام الأرض والشعوب والمخلوقات الأصلية، كما أعلن كيرواك في شعاره من On the Road: «الأرض شيء هندي».

## الثقافة والتأثيرات

### الجنسانية
كان أحد المعتقدات والممارسات الرئيسية لجيل بيت هو الحب الحر والتحرر الجنسي، والذي انحرف عن المثل المسيحية للثقافة الأمريكية في ذلك الوقت. كان بعض كتاب بيت مثلي الجنس أو ثنائيي الجنس، ومن بينهم اثنان من أبرزهم (غينسبيرغ وبوروز ). ومع ذلك، فإن الرواية الأولى تظهر شخصية كاسادي على أنها منحلة. تتميز روايات جاك كيروك بعلاقة حب بين الأعراق (الخبايا)، وجنس جماعي (ذا دارما بامز). العلاقات بين الرجال في روايات كيرواك هي في الغالب مثلية.

### استخدام المخدرات
استخدم الأعضاء الأصليون في البيّت عددًا من العقاقير المختلفة، بما في ذلك الكحول والماريجوانا والبنزيدرين والمورفين والعقاقير المخدرة اللاحقة مثل صبار وليمز وآياهوسكا وLSD. غالبًا ما كانوا يتعاملون مع الأدوية بشكل تجريبي، في البداية لم يكونوا على دراية بآثارها. كان استخدامهم للمخدرات مستوحى على نطاق واسع من الاهتمام الفكري، واعتقد العديد من كتاب الحركة أن تجاربهم الدوائية عززت الإبداع أو البصيرة أو الإنتاجية. كان لتعاطي المخدرات تأثير رئيسي على العديد من الأحداث الاجتماعية في ذلك الوقت والتي كانت شخصية لجيل البيّت.

### الرومانسية
اعتبر غريغوري كورسو الشاعر الرومانسي الإنجليزي بيرسي بيش شيلي بطلاً، ودُفن عند سفح قبر شيلي في المقبرة البروتستانتية في روما. يذكر غرينسبيرغ قصيدة شيلي Adonais في بداية قصيدته Kaddish، ويستشهد بها على أنها لها تأثير كبير في تكوين واحدة من أهم قصائده. قارن مايكل مكلور قصيدة Howl لغينسبيرغ بقصيدة شيلي Queen Mab.
كان التأثير الرومانسي الرئيسي لغينسبيرغ هو الشاعر ويليام بليك؛ إذ درس حياته. كان بليك موضوعاً للهلوسة والوحي السمعي بالنسبة إلى غينسبيرغ في عام 1948.